# Fritz-Pregl-Preis
Fritz-Pregl-Preis – austriacka nagroda naukowa przyznawana chemikom w latach 1931–2006.
Krótko przed śmiercią Fritz Pregl przekazał znaczną sumę pieniędzy Austriackiej Akademii Nauk na rzecz wsparcia badań mikrochemicznych. Pozwoliło to na przyznawanie dorocznej nagrody austriackiemu naukowcowi, który wykazał się ponadprzeciętnym dorobkiem w dziedzinie mikrochemii. Nagroda nosiła imię Fritza Pregla i była przyznawana w latach 1931–2006.

## Lista laureatów
- 1931 – Fritz Feigl
- 1932 – Moritz Niessner
- 1933 – Anton Benedetti-Pichler
- 1934 – Ludwig Kofler
- 1935 – Edgar Schally
- 1936 – Franz Vieböck
- 1937 – Max Haitinger
- 1938 – Friedrich Hecht
- 1939 – Josef Pirsch
- 1941 – Josef Unterzaucher
- 1942 – Julius Donau
- 1943 – Karl Bürger
- 1947 – Heinz Holter
- 1950 – Hans Lieb
- 1951 – Ernst Wiesen
- 1952 – Georg Gorbach
- 1953 – Ernst Abrahamczik
- 1954 – Adelheid Kofler
- 1955 – Engelbert Broda
- 1956 – Heribert Michl
- 1957 – Herbert Ballczo
- 1958 – Friedrich Kuffner
- 1959 – Gerald Kainz
- 1960 – Hubert Roth
- 1961 – Hans Spitzy
- 1962 – Gerhard Billek
- 1963 – Michael Zacherl
- 1964 – Robert Fischer (chemik)
- 1965 – Hanns Malissa
- 1966 – Johann Korkisch
- 1967 – Herbert Weisz
- 1969 – Vinzenz Anger
- 1970 – Helmut Trutnovsky
- 1971 – Theodor Leipert
- 1972 – Maria Kuhnert-Brandstätter
- 1973 – Wolfgang Kiesl
- 1974 – Hans Leopold
- 1975 – Erik Lassner
- 1976 – Herbert Sorantin
- 1977 – Robert Kellner
- 1979 – Gottfried Machata
- 1981 – Manfred Grasserbauer
- 1984 – Alexej Nikiforov
- 1986 – Wolfhard Wegscheider
- 1988 – Karl Winsauer
- 1990 – Wolfgang Merz
- 1992 – Hans Malissa
- 1995 – Hans Puxbaum
- 1996 – Ernst Kenndler
- 1998 – Wolfgang Buchberger
- 2000 – Gerhard Sontag
- 2002 – Bernhard Lendl
- 2004 – Erwin Rosenberg i Leopold Jirovetz
- 2006 – Michael Oberhuber i Michael Lämmerhofer